# Nadeschda Olimpijewna Siber-Schumowa

N. Sieber alias ZIBER-ŠUMOVA, Nadežda Olimpievna

Nadeschda Olimpijewna Siber-Schumowa (russisch Надежда Олимпиевна Зибер-Шумова; auch Nadine, Nadina, Natalja, N., Sieber, Siber, Ziber-Šumova; 18. Mai 1854 oder 7. Mai 1856 in Samara, Russisches Kaiserreich – 16. Mai 1916 oder 16. Mai 1917) war eine russische Ärztin.

## Leben
Die Tochter Olimpij Schumows, Erb-Ehrenbürgers in Samara, besuchte die Höheren Wladimir-Kurse in Sankt Petersburg. Ab 1875 studierte sie Medizin an der Universität Bern. Ab 1877 war sie Mitarbeiterin und ab 1884 Assistentin am dortigen Medizinisch-Chemischen Institut, das von Marcel Nencki geleitet wurde. 1880 wurde Siber-Schumowa in Bern promoviert. 1892 folgte sie Nencki nach St. Petersburg, wo dieser Chemische Abteilung des Kaiserlichen Instituts für Experimentelle Medizin übernahm. Nach Nenckis Tod 1901 folgte sie diesem auf seiner Stelle nach.
Unter dem Namen „N. Sieber“ publizierte sie in deutscher Sprache in Fachzeitschriften. Unter anderem untersuchte sie die farbige Reaktion von Muttermilch mit verschiedenen Aminen. Zusammen mit Anna Wolkowa und Julia Lermontowa wurde sie als eine von drei frühen Chemikerinnen des 19. Jahrhunderts gewürdigt.
Nadeschda Siber-Schumowa war mit dem russischen Wirtschaftswissenschaftler Nikolai Iwanowitsch Sieber verheiratet. Ihre Schwester war die Physiologin Jekaterina Olimpijewna Schumowa-Simanowskaja.